# Ferécides de Leros
Ferécides de Leros (Φερεκύδης ὁ Λέριος: ca. 450 - 400 a. C.) o Ferécides de Atenas fue un mitógrafo y logógrafo griego. Nativo de la isla de Leros, vivió la mayor parte de su vida en Atenas y por eso es también conocido como Ferécides de Atenas. Sin embargo, la Suda bizantina los considera dos autores distintos.
La mayor parte de su obra, en la que se incluirían una historia de su isla nativa y un ensayo sobre Ifigenia, está perdida. Pese a todo, numerosos fragmentos de su libro de genealogías  de dioses y héroes han sido preservados. Este libro fue escrito en dialecto jónico para glorificar a los ancestros de la mítica "edad de los héroes". Ferécides modificó las leyendas para ajustarlas al gusto popular del momento, por lo que no se lo puede asociar con Hecateo de Mileto, mitógrafo anterior, cuya genealogía era mucho más racional y crítica. Pese a ello, Ferécides fue usado como fuente para la Biblioteca mitológica de Pseudo-Apolodoro